# Populus ussuriensis
Populus ussuriensis är en videväxtart som beskrevs av Vladimir Leontjevitj Komarov. Populus ussuriensis ingår i släktet popplar, och familjen videväxter. Inga underarter finns listade i Catalogue of Life.